# 金成奎
金成奎（韓語：김성규，1933年—2010年8月24日），北韓政治人物及軍官，曾任職朝鮮勞動黨中央委員會部長、候補委員、朝鮮人民軍隊長及最高人民會議代議員。

## 生平
金成奎於1990年入選黨中央委員會，並當選為最高人民會議代議員。兩年後，晉升為人民將上將。1994年10月，被任命為第八軍軍長。1997年，升為隊長。翌年，連任最高人民會議代議員一職。2009年，被起用為黨中央委員會部長。在隨後的一年第三度當選為最高人民會議代議員。2010年8月24日因肺癌病逝，享壽77歲。

## 資料來源
1. 1 2 3 4  .   [2014-05-31]. （原始内容存档于2019-07-01）.